# LAV-25
LAV-25 är en del av LAV II-familjen, en åttahjulig och amfibisk pansarterrängbil som byggdes av General Dynamics Land Systems. Den används av både USA:s marinkår och armé. LAV-25 introducerades 1983 och har använts i flera konflikter som invasionen av Panama, Persiska Gulfkriget, kriget i Afghanistan och Irakkriget.
Fordonet har designats av General Motors Diesel (senare General Dynamics Land Systems) och tillverkats av samma företag. Den standardiserade varianten av LAV-25 väger 12,80 ton, är 6,39 meter lång, 2,50 meter bred och 2,69 meter hög. Besättningen består av tre personer plus sex passagerare.
LAV-25 är ett lätt pansarfordon och grundmodellen är skyddad av höghållfast stålplåt med en tjocklek som varierar mellan 4,71 mm och 9,71 mm. Detta pansar är endast avsett att erbjuda skydd mot finkalibrig eld.
Den standardiserade LAV-25 är utrustad med ett torn som kan rotera 360 grader och är beväpnad med en M242 25 mm automatkanon och två M240 7,62 mm kulsprutor.
Senare uppgraderingar av LAV-familjen har inkluderat förbättrad bepansring och brandsläckningsutrustning och uppdateringar av fordonets fjädring till Generation II-standard. LAV-25A2 inkluderar även ett förbättrat värmesikte och laseravståndsmätare. 2019 tilldelades General Dynamics ett kontrakt värt 37,2 miljoner dollar för att uppgradera Marine Corps LAV-flotta till LAV A3-standard, med förbättringar av kraftpaketet, drivlinan, styrningsdämparen och förardisplayen.
Framtiden för LAV-plattformen planeras kvar i tjänst med marinkåren till 2035. Ersättaren för LAV-25, kallad Armored Reconnaissance Vehicle (ARV), förväntas vara en familj av hjulfordon som kan utföra olika uppdrag. Trots att förslag för ARV-prototyper lämnades in 2021, har fokus skiftat till att utveckla nya kapaciteter för spaning snarare än specifika fordonstyper.

## Varianter
De olika varianterna av LAV-25 inkluderar:
LAV-25: Grundmodellen, utrustad med ett torn med 360° travers, en M242 25 mm kedjevapen och två M240 maskingevär.
LAV-25A1: En uppdaterad version som har genomgått många förändringar under 1990-talet.
LAV-25A2: Har förbättringar som ökad pansar, ett förbättrat brandsläckningssystem, och uppdaterad fjädring.
LAV-25A3: Inkluderar förbättringar på kraftpaketet, drivlinan, styrningsdämparen och förardisplayen.
LAV-AT (Anti-Tank): Utrustad med en TOW-2 anti-tankstyrd missiluppsättning.
LAV-M (granatkastare): Har öppningsbara dörrar på toppen och är utrustad med en 81 mm M252 granatkastare.
LAV-R (Bärgning): Utrustad med en kran och vinsch för bärgning av fordon, särskilt andra LAVs.
LAV-C2 (Command & Control): Med ett höjt tak för att rymma flera radioapparater.
LAV-LOG (Logistik): Används i en logistisk roll, till exempel för transport av last.
LAV-AD (luftförsvar): Utrustad med en elektrisk torn som monterar en GAU-12 Equalizer 25 mm Gatlingkanon och två missilpods med FIM-92 Stinger-missiler för kortdistansluftförsvar.
LAV-AG (Assault Gun): En testad variant med en EX35 105 mm kanon.
LAV-MEWSS (Mobile Electronic Warfare Support System): Modifierad för användning inom elektronisk krigföring.
LAV-EFSS (Expeditionary Fire Support System): Ett föreslaget utbyte för LAV-M, utrustad med Dragon Fire, ett 120 mm granatkastarsystem.

## Operatörer
Lav-25 används av följande länder:
- Australien
- Kanada
- USA